# Liste von Schiffen mit dem Namen Emden

Die Silhouetten der fünf Kampfschiffe

Emden ist ein mehrfach genutzter Name von Schiffen der deutschen Marinen.
Der Name Emden bezieht sich auf die Seehafenstadt Emden an der deutschen Nordseeküste.

## Schiffsliste
| Bezeichnung    | Schiffsart       | Klasse / Typ      | Baujahr  | Bauwerft                            | Eigner                     | Dienstzeit                      | Verbleib                              | Bild |
| -------------- | ---------------- | ----------------- | -------- | ----------------------------------- | -------------------------- | ------------------------------- | ------------------------------------- | ---- |
| Stadt Emden    | Fleute           |                   | vor 1686 | Niederlande                         |                            |                                 | 1689 nach Brest aufgebracht           |      |
| Burg von Emden | Ostindienfahrer  |                   | vor 1751 | Großbritannien                      |                            | bis 1761                        | in Barcelona verkauft                 |      |
| Emden          | Segelfregatte    |                   |          | Zum preußischen Adler, Emden        |                            |                                 |                                       |      |
| Stadt Emden    | Kanonenboot      |                   | vor 1813 | Niederlande                         |                            | bis 1815                        | in Delfzijl zurückgegeben             |      |
| Emden          | Aviso            |                   | 1865     | Henderson, Colbourne & Co., Glasgow | Preußen                    | 1865–1890                       | verkauft                              |      |
| Emden          | Kleiner Kreuzer  | Dresden-Klasse    | 1908     | Kaiserliche Werft Danzig            | Kaiserliche Marine         | 10. Juli 1909 bis 9. Nov. 1914  | im Gefecht gestrandet                 |      |
| Emden          | Kleiner Kreuzer  | Königsberg-Klasse | 1916     | AG Weser Bremen                     | Kaiserliche Marine         | 12. März 1917 bis 21. Mai 1919  | 1926 in Caen verschrottet             |      |
| Emden          | Vorpostenboot    |                   | 1918     | Emden                               |                            | bis 14. Dez. 1925               | bei Island vermisst, Totalverlust     |      |
| Emden          | Leichter Kreuzer | Einzelschiff      | 1925     | Reichsmarinewerft Wilhelmshaven     | Reichsmarine, Kriegsmarine | 15. Okt. 1925 bis 3. Mai 1945   | auf Grund gesetzt                     |      |
| Emden AE 1     | Motorlogger      |                   | vor 1940 |                                     |                            |                                 |                                       |      |
| Emden FZ 2     | Motorkutter      |                   | vor 1943 | Emden                               |                            |                                 | 1960 wieder im Fischereidienst        |      |
| Emden          | Fregatte         | Köln-Klasse       | 1959     | H. C. Stülcken Sohn Hamburg         | Deutsche Marine            | 24. Okt. 1961 bis 23. Sep. 1983 | ab Januar 1994 in Aliağa verschrottet |      |
| Emden          | Fregatte         | Bremen-Klasse     | 1980     | Nordseewerke Emden                  | Deutsche Marine            | 7. Okt. 1983 bis 29. Nov. 2013  | Marinestützpunkt Heppenser Groden     |      |
| Emden          | Stückgutfrachter | Neptun 301        | 1981     | Neptun-Werft, Rostock               |                            | bis 2012                        | in Indien verschrottet                |      |
| Emden          | Autotransporter  |                   | 1987     | Hashihama Tadotsu Shipyard Tadotsu  | Taiyo Nippon Kisen, Kobe   |                                 | Feb. 2017 in Aliaga verschrottet      |      |